# Chuckwalla de San Esteban
Sauromalus varius
Espèce
Statut CITES
Sauromalus varius, le Chuckwalla de San Esteban, est une espèce de sauriens de la famille des Iguanidae.

## Répartition
Cette espèce est endémique de l'île San Esteban dans le Golfe de Californie au Sonora au Mexique.
Bien qu'il soit abondant sur cette petite île, on ne le trouve nulle part ailleurs et il est donc protégé par l'Endangered Species Act de 1973. Fût un temps où les Seris ont transporté des populations de ce lézard sur d'autres îles de la mer de Cortés comme un produit alimentaire. Cependant, aucune de ces populations n'a survécu au-delà de celle originellement trouvée sur San Esteban.

## Description

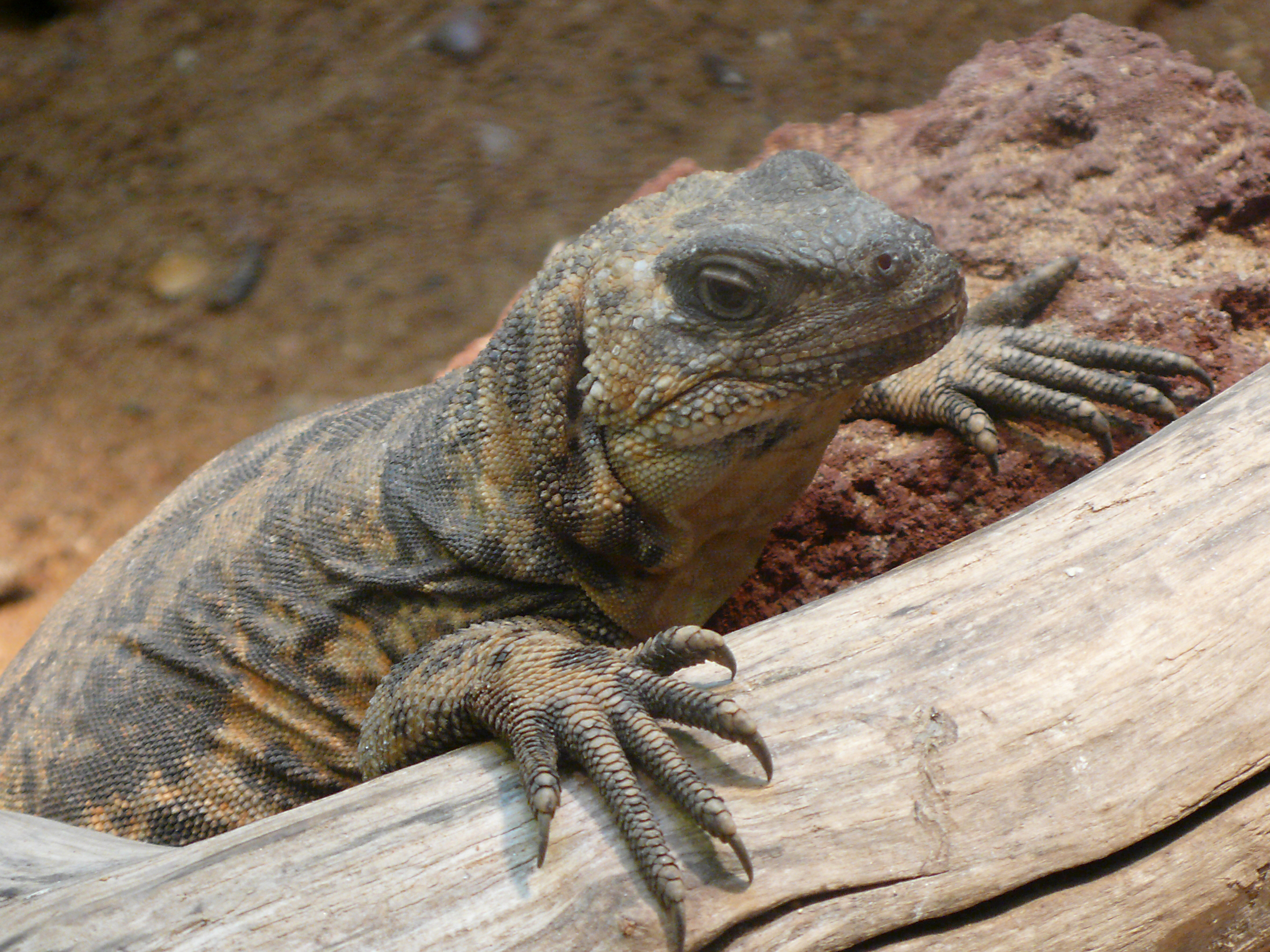
Sauromalus varius

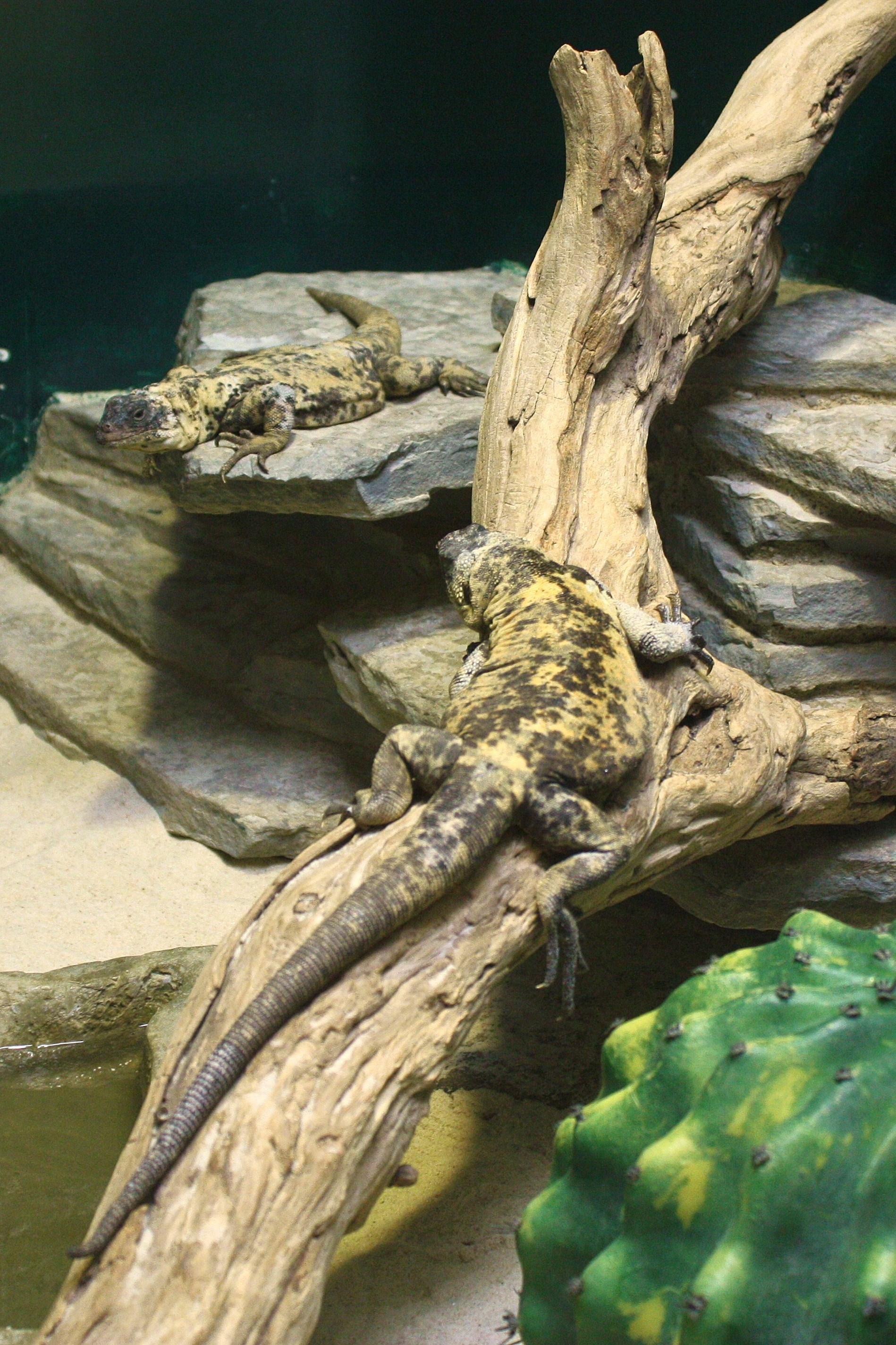
Sauromalus varius au zoo de Columbus.

C'est à la fois l'espèce de chuckwalla la plus grande et la plus menacée.

## Comportement et reproduction
Inoffensif pour l'humain, le chuckwalla est connu pour fuir devant les dangers potentiels. Quand il se sent perturbé, le chuckwalla s'insère dans une crevasse, se gonfle d'air et devient alors quasiment impossible à déloger, selon une stratégie analogue à celle de la Tortue crêpe ou des lézards à collier du genre Crotaphytus.
Les mâles sont de façon saisonnière et conditionnellement territoriaux ; une abondance des ressources tend à créer une hiérarchie basée sur la taille, avec un grand mâle dominant les mâles plus petits. Les chuckwallas utilisent une combinaison de couleurs et de postures, mouvements de tête, bâillements, pour communiquer et défendre leur territoire.
Ce sont des animaux diurnes et ectothermes. Ils passent donc beaucoup de leurs matins et de leurs jours d'hiver à s'exposer au soleil. Ces lézards sont bien adaptés aux conditions du désert ; ils restent en activité jusqu'à des températures de 39 °C.
L'accouplement a lieu d'avril à juillet, avec 5 à 16 œufs pondus entre juin et août. Les œufs éclosent fin septembre. Les chuckwallas de San Esteban peuvent vivre pendant 25 années, voire plus.

## Régime alimentaire
Les chuckwallas aiment vivre dans des coulées de lave et les espaces rocheux avec des recoins et des fentes disponibles pour une retraite facile en cas de menace. Ces endroits sont typiquement occupés par des plantes telles que Larrea tridentata ou Cylindropuntia qui constituent la base de leur alimentation, car le chuckwalla est principalement herbivore. Ils peuvent également se nourrir des feuilles, des fruits et des fleurs des plantes annuelles, de plantes vivaces, et même de mauvaises herbes ; les insectes représentent une proie supplémentaire s'il n'y a rien d'autre.

## Publication originale
- Dickerson, 1919 : Diagnoses of twenty-three new species and a new genus of lizards from Lower California. Bulletin of the American Museum of Natural History, vol. 41, n. 10, p. 461-477 (texte intégral).